# Cacao Alto
Cacao Alto es un barrio ubicado en el municipio de Patillas en el estado libre asociado de Puerto Rico. En el Censo de 2010 tenía una población de 2449 habitantes y una densidad poblacional de 773,15 personas por km².

## Geografía
Cacao Alto se encuentra ubicado en las coordenadas 18°0′54″N 66°1′40″O / 18.01500, -66.02778. Según la Oficina del Censo de los Estados Unidos, Cacao Alto tiene una superficie total de 3.17 km², de la cual 2.87 km² corresponden a tierra firme y (9.48%) 0.3 km² es agua.

## Demografía
Según el censo de 2010, había 2449 personas residiendo en Cacao Alto. La densidad de población era de 773,15 hab./km². De los 2449 habitantes, Cacao Alto estaba compuesto por el 55.33% blancos, el 22.62% eran afroamericanos, el 0.49% eran amerindios, el 18.21% eran de otras razas y el 3.35% pertenecían a dos o más razas. Del total de la población el 99.63% eran hispanos o latinos de cualquier raza.